# Tanjungkiaok
Tanjungkiaok is een bestuurslaag in het regentschap Sumenep van de provincie Oost-Java, Indonesië. Tanjungkiaok telt 2879 inwoners (volkstelling 2010).